# Schreierstoren
Schreierstoren er et tårn i centrum af Amsterdam. Det blev bygget som et forsvarstårn i 1482 som en del af bymuren.. I dag fungerer det som cafe. Det gamle navn for tårnet var 'Schreyhoeckstoren' der på gammel-hollandsk betyder tårnet i det skarpe hjørne. Senere blev dette forkortet til Schreierstoren. Myten om at dette var stedet hvor hustruerne til sømændene græd, når deres mænd rejste ud med deres skibe, er en romantisk falsifikation.[kilde mangler]